# James Lofton
James David Lofton (* 5. Januar 1956 in Fort Ord, Kalifornien) ist ehemaliger US-amerikanischer American-Football-Spieler. Er spielte als Wide Receiver in der National Football League (NFL) bei den Green Bay Packers, Los Angeles Raiders, Los Angeles Rams, Philadelphia Eagles und den Buffalo Bills.

## Jugend
James Lofton wurde in der Militärbasis von Fort Ord geboren. Er hatte noch drei ältere Geschwister. Sein Vater Mike Lofton war Lieutenant Colonel in der US Army und arbeitete nach Beendigung seiner Militärlaufbahn als Bankangestellter. Im Alter von sieben Jahren wurde er aufgrund der Scheidung seiner Eltern vom Vater alleine aufgezogen. Er besuchte in Los Angeles die High School und spielte in der dortigen Footballmannschaft als Quarterback. Lofton war ein talentierter Leichtathlet und gewann als Weitspringer die kalifornische Schülermeisterschaft. Seine sportlichen Leistungen verhalfen ihm zu einem Sportstipendium an der Stanford University. 

## Spielerlaufbahn

### Collegekarriere
James Lofton studierte von 1975 bis 1978 an der Stanford University und schloss sein Ingenieursstudium 1978 erfolgreich ab. Für die dortige College-Football-Mannschaft, den Stanford Cardinals spielte er lediglich im Jahr 1977 als Wide Receiver. In diesem Jahr zog er mit seinem Team in den Sun Bowl ein, wo die Mannschaft der Louisiana State University mit 24:14 besiegt wurde. Lofton fing in dem Spiel zwei Touchdownpässe. Im selben Jahr spielte er im Senior Bowl, einem Auswahlspiel und wurde nach dem Spiel zum MVP des Spiels gewählt. In dem Spiel konnte er neun Pässe fangen. In seinem einzigen Jahr am College konnte er insgesamt zwölf Touchdowns erzielen, was ihm eine Nominierung zum All-American (2. Mannschaft) einbrachte.  
Auch als Leichtathlet konnte Lofton am College überzeugen. 1978 konnte er sich für die NCAA-Meisterschaft qualifizieren. Lofton startete bei den Meisterschaften als Sprinter und Weitspringer. Im Weitsprung gewann er die Meisterschaft. Als Weitspringer wurde er zudem dreimal zum All-American gewählt. Durch sein College wurde er insgesamt dreimal für seine sportlichen Erfolge ausgezeichnet.

### Profikarriere
Lofton wurde im Jahr 1978 von den von Bart Starr betreuten Green Bay Packers in der ersten Runde an sechster Stelle gedraftet. Starr setzte Lofton bereits in seinem Rookiejahr als Starter ein. In diesem Spieljahr wurde Lofton zum ersten in den Pro Bowl gewählt. Lofton gelang es bis 1986 nicht mit den Packers in die Play-offs einzuziehen. Im Jahr 1984 wurde ihm durch die US-amerikanische Justiz ein sexueller Übergriff zum Nachteil einer Erotiktänzerin vorgeworfen. Der Vorwurf wurde später in Hausfriedensbruch umgewandelt. 1986 gelangte er erneut mit der Justiz in Konflikt. Ihm wurde eine Vergewaltigung zur Last gelegt. Er wurde jedoch von dem Vorwurf freigesprochen. Die Packers nahmen diese Vorwürfe allerdings sehr Ernst und befürchteten einen Imageverlust. Er wurde für das letzte Spiel der Saison 1986 gesperrt und im April 1987 zu den Los Angeles Raiders abgegeben. Der Trainer der Raiders Tom Flores setzte Lofton sofort in der Offense als Starter ein. Auch mit den Raiders konnte er sich jedoch nicht für die Play-offs qualifizieren. Er wechselte daher nach der Saison 1988 zu den Buffalo Bills.
Die Spieljahre in Buffalo verliefen für Lofton unter seinem neuen Trainer Marv Levy erfolgreicher. Seine neue Mannschaft dominierte in den nächsten Jahren die American Football Conference (AFC). 1990 konnten die Bills zum ersten Mal in das AFC Championship Game einziehen, wo sie auf die Los Angeles Raiders trafen. Lofton spielte überragend. Er konnte fünf Pässe von Quarterback Jim Kelly zu einem Raumgewinn von 113 Yards fangen. Zwei Passfänge führten zu Touchdowns. Der Sieg bedeutete für die Bills den Einzug in den Super Bowl. Gegner im Super Bowl XXV waren die New York Giants, die sich mit 20:19 durchsetzen konnten. Auch im folgenden Jahr konnten die Bills den Titel in der AFC gewinnen. Sie schlugen im Endspiel die Denver Broncos mit 10:7, verloren aber im Super Bowl XXVI gegen die Washington Redskins mit 37:24. Lofton konnte mit seinen sieben Passfängen für einen Raumgewinn von 92 Yards die Niederlage im Super Bowl nicht verhindern.
Auch die Saison 1992 brachte Lofton nicht den erhofften Super Bowl Gewinn ein. Zwar gewann er seinen dritten AFC Titel mit einem 29:10-Sieg seiner Mannschaft gegen die Miami Dolphins. Im Super Bowl XXVII scheiterten die Bills allerdings an den Dallas Cowboys mit 52:17.
James Lofton wurde 1993 von den Bills entlassen und wechselte zu den Los Angeles Rams. Nach nur einem Spiel wechselte Lofton zu den Philadelphia Eagles und beendete nach der Saison 1993 seine Laufbahn. Er war der erste Spieler dem mit 14.004 Yards in seiner Karriere ein Raumgewinn von über 14.000 Yards gelang.

## Nach der Spielerlaufbahn/Trainerlaufbahn
James Lofton arbeitete nach seiner Spielerlaufbahn zunächst als Sportmoderator bei verschiedenen Fernsehsendern, unter anderem bei CNN. Von 1999 bis 2001 war er als Radiomoderator tätig. Im Jahr 2002 kehrte er in die NFL zurück und wurde Assistenztrainer unter Head Coach Marty Schottenheimer bei den San Diego Chargers. Im Jahr 2007 konnte er als Assistenztrainer seinen größten Erfolg feiern. Die Mannschaft aus San Diego konnte in das AFC Championship Game einziehen, scheiterte dort jedoch mit 21:12 an den New England Patriots. Nach einer weiteren Saison als Assistenztrainer bei den Oakland Raiders 2008 kehrte er zum Rundfunk zurück.

## Abseits des Spielfelds
Lofton ist verheiratet, das Paar hat drei Kinder. Sein Sohn David Lofton studierte ebenfalls in Stanford, wo er auch Football spielte. Er konnte sich im Jahre 2007 in der NFL nicht durchsetzen und begann eine kurze Profikarriere in der Canadian Football League (CFL).

## Ehrungen
James Lofton spielte achtmal im Pro Bowl. Er wurde sechsmal zum All-Pro gewählt. Lofton ist Mitglied in Pro Football Hall of Fame, in der Stanford Athletics Hall of Fame, in der Green Bay Packers Hall of Fame und in der Senior Bowl Hall of Fame, sowie im NFL 1980s All-Decade Team.

## Quelle
- Jens Plassmann: NFL – American Football. Das Spiel, die Stars, die Stories (= Rororo 9445 rororo Sport). Rowohlt, Reinbek bei Hamburg 1995, ISBN 3-499-19445-7.
- David L. Porter (Hrsg.): African-American sports greats. A biographical dictionary. Greenwood Press, Westport CT 1995, ISBN 0-313-28987-5.